# 机会平等

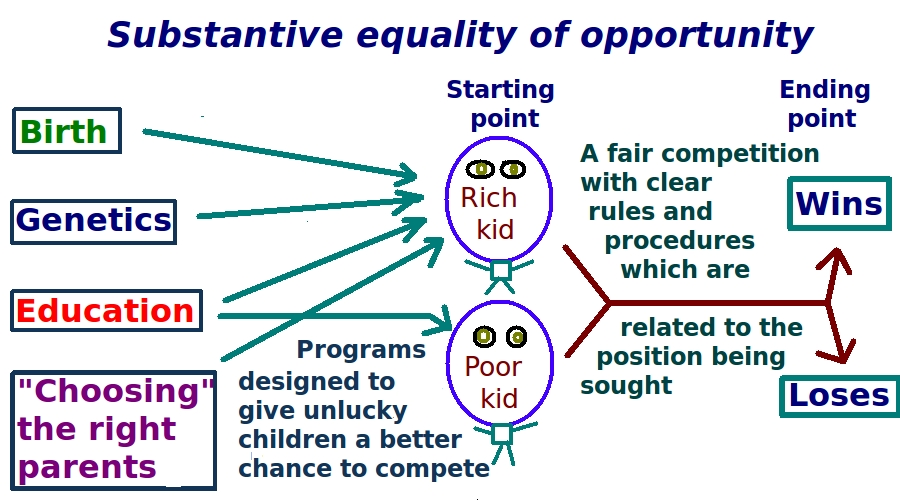
平等機會

機會平等（英語：Equal opportunity），指社會上每個人獲得發展之機會並不因其種族、出身、貧富、性別、性取向等因素而有所差異。平等機會與法律之前人人平等之概念有關。平等機會並不確保，也不要求有结果平等。

## 例子
平等機會指社會成員不因其種族、出身、貧富等無法獲得教育、就業或醫療等服務，或因性別無法獲得升遷機會等等。

## 批评
政治学家F·A·哈耶克在《法、立法与自由》第二卷中的“社会正义的幻象(英語：The Mirage of Social Justice)”一文批评了机会平等之说，他认为在自发秩序中行为者所做决策产生了行为者本身无法预料的结果，这些结果被哈耶克解释为运气 ，哈耶克称如按罗尔斯在《正义论》的要求维系机会平等，则会压制那些带来大部分社会进步的运气因素。

## 另見
- 通用設計
- 平等原則
- 結果均等（英语：equality of outcome）
- 義務教育
  - 積極平權措施
- 平等機會委員會
- 無條件基本收入